# Цунаев, Иван Сергеевич
Ива́н Серге́евич Цуна́ев (1931, с. Октябрьское, Рязанская обл. — 10 января 1991, там же) — советский хозяйственный, государственный и политический деятель, бригадир совхоза «Новая жизнь» Пронского района Рязанской области. Герой Социалистического Труда (1990).

## Биография
Родился в 1931 году в селе Октябрьском. Член КПСС.
С 1950 года — на хозяйственной, общественной и политической работе. В 1950—1991 гг. — тракторист, механизатор, бригадир совхоза «Новая жизнь» Пронского района Рязанской области.
Указом № 221 Президента СССР Михаила Сергеевич Горбачёва «О присвоении звания Героя Социалистического Труда т. т. Агафоновой С. А. и Цунаеву И. С.» от 29 мая 1990 года «за выдающиеся трудовые успехи и большой личный вклад в увеличение производства и продажи государству сельскохозяйственной продукции на основе применения прогрессивных технологий и передовых методов организации труда» удостоен звания Героя Социалистического Труда с вручением ордена Ленина и золотой медали «Серп и Молот».
Заслуженный механизатор РСФСР.
Умер в Октябрьском в 1991 году.